# Liste der Einträge im National Register of Historic Places im Marengo County
Die Liste der Registered Historic Places im Marengo County führt alle Bauwerke und historischen Stätten im Marengo County in Alabama auf, die in das National Register of Historic Places aufgenommen wurden.

## Aktuelle Einträge
| Lfd. Nr. | Name                                 | Bild | Datum der Eintragung | Adresse/Lage                                                                     | Ort             | ID-Nr.   | Beschreibung                                              |
| -------- | ------------------------------------ | ---- | -------------------- | -------------------------------------------------------------------------------- | --------------- | -------- | --------------------------------------------------------- |
| 1        | Allen Grove                          |      | 7. Juli 1994         | Co. Rd. 1, S of Old Spring Hill                                                  | Old Spring Hill | 94000689 |                                                           |
| 2        | Altwood                              |      | 13. Juli 1993        | W of Marengo Co. Rd. 51, S of jct. with Co. Rd. 54                               | Faunsdale       | 93000598 |                                                           |
| 3        | Ashe Cottage                         |      | 19. Okt. 1978        | 307 N. Commissioners Ave.                                                        | Demopolis       | 78000502 |                                                           |
| 4        | Bluff Hall                           |      | 28. Juli 1970        | 405 N. Commissioners Ave.                                                        | Demopolis       | 70000105 |                                                           |
| 5        | C. S. Golden House                   |      | 31. Aug. 2000        | 540 Seventh Ave.                                                                 | Thomaston       | 00001029 |                                                           |
| 6        | Cedar Crest                          |      | 5. Aug. 1993         | E. side Marengo Co. Rd. 51, .5 mi. S. of Co. Rd. 54                              | Faunsdale       | 93000763 |                                                           |
| 7        | Cedar Grove Plantation               |      | 13. Juli 1993        | Marengo Co. Rd. E of jct. with AL 25                                             | Faunsdale       | 93000599 |                                                           |
| 8        | Cedar Haven                          |      | 13. Juli 1993        | Marengo Co. Rd. 61 SE of jct. with AL 25                                         | Faunsdale       | 93000600 |                                                           |
| 9        | Confederate Park                     |      | 29. Okt. 1975        | Bounded by Main, Capitol, Walnut, and Washington Sts.                            | Demopolis       | 75000319 |                                                           |
| 10       | Cuba Plantation                      |      | 13. Juli 1993        | Marengo Co. Rd. 54 W of jct. with AL 25                                          | Faunsdale       | 93000601 |                                                           |
| 11       | Curtis House                         |      | 11. Apr. 1977        | 510 N. Main                                                                      | Demopolis       | 77000214 |                                                           |
| 12       | Demopolis Historic Business District |      | 25. Okt. 1979        | Roughly bounded by Capital and Franklin Sts., Desnanette and Cedar Aves.         | Demopolis       | 79000391 |                                                           |
| 13       | Demopolis Public School              |      | 28. Okt. 1983        | 601 S. Main Ave.                                                                 | Demopolis       | 83003453 |                                                           |
| 14       | Faunsdale Plantation                 |      | 13. Juli 1993        | Marengo Co. Rd. 54 just W of jct. with AL 25                                     | Faunsdale       | 93000602 |                                                           |
| 15       | Foscue-Whitfield House               |      | 21. Jan. 1974        | W of Demopolis on U.S. 80                                                        | Demopolis       | 74000423 |                                                           |
| 16       | Gaineswood                           |      | 5. Jan. 1972         | 805 S. Cedar St.                                                                 | Demopolis       | 72000167 | Hat außerdem den Status eines National Historic Landmarks |
| 17       | Glover Mausoleum                     |      | 21. Jan. 1974        | Riverside Cemetery                                                               | Demopolis       | 74000424 |                                                           |
| 18       | Half-Chance Bridge                   |      | 14. Sep. 1972        | SR 39 over the Chickasaw Bogue Creek                                             | Dayton          | 72000166 |                                                           |
| 19       | Jefferson Historic District          |      | 13. Nov. 1976        | AL 28                                                                            | Jefferson       | 76000342 |                                                           |
| 20       | Lyon-Lamar House                     |      | 21. Jan. 1974        | 102 S. Main Ave.                                                                 | Demopolis       | 74000425 |                                                           |
| 21       | Old Courthouse                       |      | 18. Jan. 1974        | 300 W. Cahaba Ave.                                                               | Linden          | 74000426 |                                                           |
| 22       | Patrick Farrish House                |      | 31. Aug. 2000        | 177 East St.                                                                     | Thomaston       | 00001026 |                                                           |
| 23       | Roseland Plantation                  |      | 20. Jan. 1994        | Co. Rd. 54, about 2 mi. SE of Faunsdale.                                         | Faunsdale       | 93001476 |                                                           |
| 24       | Thomaston Central Historic District  |      | 14. Sep. 2000        | Roughly bounded by Chestnut St., Sixth Ave., Seventh Ave., Short St. and CSX RR. | Thomaston       | 00001023 |                                                           |
| 25       | Thomaston Colored Institute          |      | 31. Aug. 2000        | 1120 Seventh Ave.                                                                | Thomaston       | 00001024 |                                                           |
| 26       | US Post Office                       |      | 28. Juli 1984        | 100 W. Capitol St.                                                               | Demopolis       | 84000657 |                                                           |
| 27       | White Bluff                          |      | 25. Aug. 1970        | Arch St.                                                                         | Demopolis       | 70000106 |                                                           |
| 28       | William Poole House                  |      | 7. Juli 1994         | Jct. of AL 25 and Palmetto Rd.                                                   | Dayton          | 94000687 |                                                           |